# Giuseppe Bertello
Giuseppe Bertello (Foglizzo, 1. listopada 1942.) talijanski je prelat Katoličke Crkve, kardinal od 2012., koji je bio predsjednik Papinskog povjerenstva za državu Vatikan i predsjednik guvernata države Vatikan od listopada 2011. do listopada 2021. godine.
Godine 2007. Bertello je odlikovan Velikim križem meksičkog Reda Astečkog orla, a 4. listopada 2008. dobio je Viteški veliki križ Reda za zasluge Talijanske Republike.